# Gare de Cessieu
La gare de Cessieu est une gare ferroviaire française de la ligne de Lyon-Perrache à Marseille-Saint-Charles (via Grenoble) située sur le territoire de la commune de Cessieu, dans le département de l'Isère, en région Auvergne-Rhône-Alpes.
Elle est mise en service en 1861 par la Compagnie des chemins de fer de Paris à Lyon et à la Méditerranée (PLM).
C'est une halte voyageurs de la Société nationale des chemins de fer français (SNCF), desservie par des trains TER Auvergne-Rhône-Alpes.

## Situation ferroviaire
Établie à 309 mètres d'altitude, la gare de Cessieu est située au point kilométrique (PK) 50,621 de la ligne de Lyon-Perrache à Marseille-Saint-Charles (via Grenoble), entre les gares ouvertes de Bourgoin-Jallieu et de La Tour-du-Pin.

## Histoire
La station de Cessieu est mise en service le 22 août 1861 par la Compagnie des chemins de fer de Paris à Lyon et à la Méditerranée (PLM), lorsqu'elle ouvre à l'exploitation la troisième section, de Bourgoin à Saint-André-le-Gaz de la ligne de Lyon à Grenoble.
En 1911, Cessieu est une gare de la Compagnie du PlM, qui peut recevoir et expédier des dépêches privées et qui est ouverte aux services complets de la grande et de la petite vitesse. Elle est  située sur la ligne de Lyon à Grenoble et à Marseille, entre les gare de Bourgoin et de La Tour-du-Pin.

## Service des voyageurs

### Accueil
Halte SNCF, c'est un point d'arrêt non géré (PANG) à entrée libre.

### Desserte
Cessieu est desservie par les trains TER Auvergne-Rhône-Alpes de la relation de Lyon-Perrache à Saint-André-le-Gaz.

### Intermodalité
Un parc pour les vélos (consignes individuelles en libre accès) et un parking pour les véhicules y sont aménagés.